# Julian F. M. Stoeckel

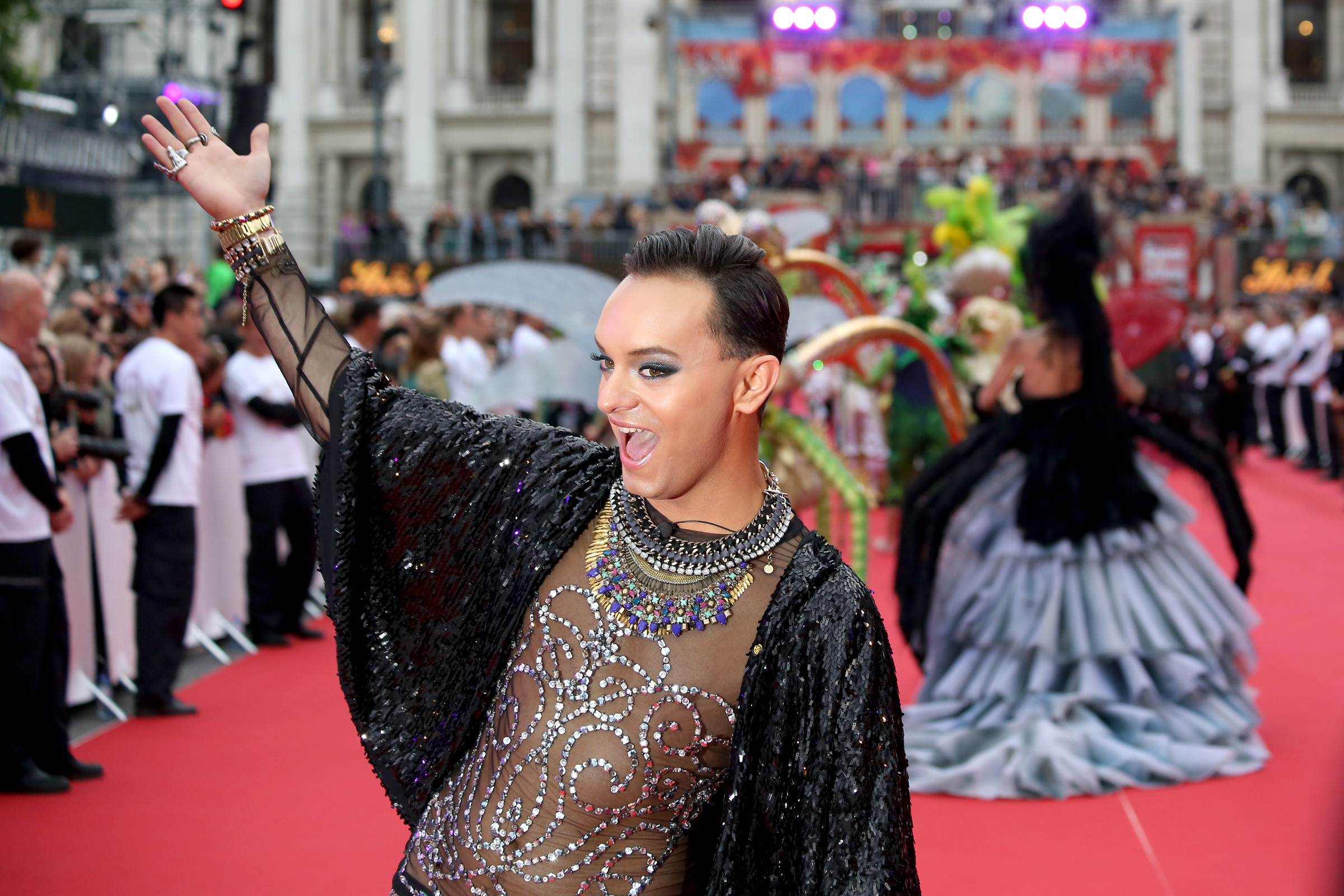
Julian F. M. Stoeckel (Life Ball 2014)

Julian Frederik Moritz Stoeckel (* 20. März 1987 in West-Berlin) ist ein deutscher Entertainer und TV-Darsteller.

## Leben

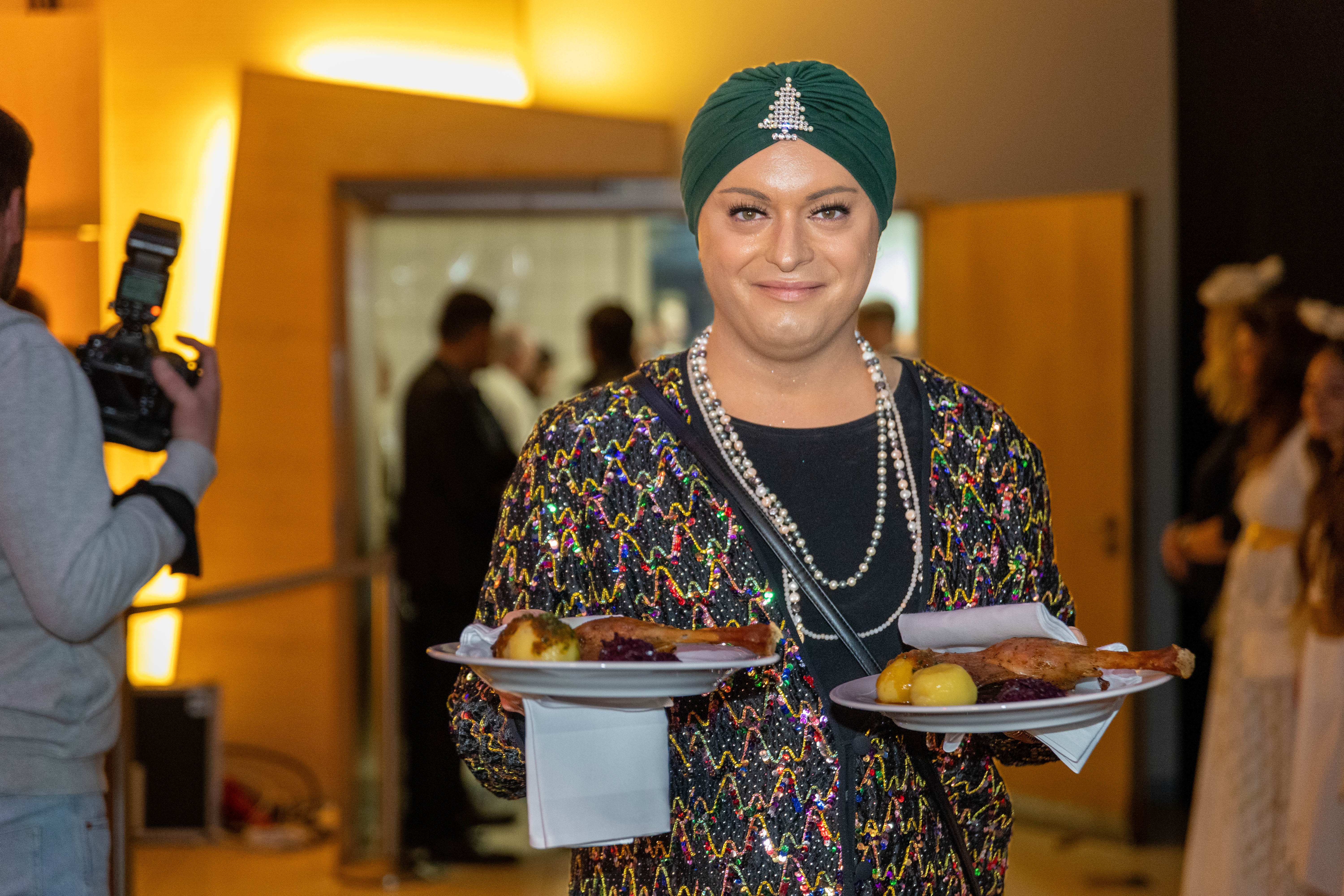
Julian F. M. Stoeckel (2024)

Stoeckel wurde in eine Ärztefamilie (ein Vorfahre ist Walter Stoeckel) geboren und entschied sich auf Anraten der Schauspielerin Witta Pohl für eine künstlerische Karriere. Seine Mutter arbeitet als Büroleiterin im Deutschen Bundestag.
Stoeckel war Assistenz der Geschäftsführung in verschiedenen Agenturen. Er trat als Komparse und später als Schauspieler in Serien und Fernsehfilmen auf und beschloss, zusätzlich Schmuckobjekte und Kleidung zu entwerfen, die er in selbstorganisierten Veranstaltungen präsentiert. Seit 2010 veranstaltet er während der Berlin Fashion Week den Fashion Night Cocktail. 2011 übernahm er für das 116. Deutsche Traberderby die Patenschaft.
Stoeckel war im Januar 2014 einer der Teilnehmer der achten Staffel der Reality-Show Ich bin ein Star – Holt mich hier raus! und belegte den neunten Platz. Im selben Jahr moderierte er zwei Fernsehsendungen bei RTL, bei denen das Thema Umstyling im Vordergrund stand.
Stoeckel engagiert sich für Wohltätigkeitsorganisationen und Charity. Seit 2018 tritt er ebenfalls mit der gleichnamigen Julian F. M. Stoeckel & Friends Show auf, unter anderem in Berlin, Hamburg oder Wien. In seiner Show traten Alfons Haider, Stefanie Simon, Franziska Traub, Franziska Menke sowie Eva von den Jacob Sisters auf.
Seit 2020 moderiert Stoeckel die Late-Night-Show Bitte bleiben Sie doch auf dem roten Teppich live aus der Berliner Kabarett Anstalt in Berlin. Ab Beginn der Show waren unterschiedliche Gäste aus Showgeschäft, Entertainment, Mode und Gesellschaft wie Micaela Schäfer Stefanie Simon, Franziska Traub, Cindy Berger von Cindy & Bert, Matthias Maus, Günther Krabbenhöft, Angelo Conti, Margot Schlönzke, Ruda Puda, Cara Ciutan, Andreas Dorfmann, Gerlinde Jänicke, Dirk Heidemann, Dagmar Biener, Lars Tönsfeuerborn zu Gast.
Seit 2018 präsentiert Stoeckel den JFMS-Truck zur Regenbogenparade in Wien. 2019 stellte er einen eigenen Wagen beim Berliner Christopher Street Day. Stoeckel lebt in Berlin.
Im Februar 2023 warb Stoeckel in den sozialen Medien im Rahmen der Wahl zum Abgeordnetenhaus von Berlin 2023 mit den Spitzenkandidaten Kai Wegner (CDU) und Sebastian Czaja (FDP) für eine schwarz-gelbe Koalition. Im April 2024 wurde zudem bekannt, dass er der CDU beigetreten ist. Stoeckel war zu früheren Zeiten SPD-Mitglied gewesen, sagte jedoch, dass seine Werte konservativer geworden seien. Seit Juni 2024 ist Stoeckel Ehrenpate der Grevyzebra im Zoologischen Garten Berlin.

## Musik
Im November 2019 veröffentlichte Stoeckel seine Debüt-Single Wodka für die Königin. Es ist eine Neuaufnahme eines 1968 von Zarah Leander gesungenen Chansons aus dem gleichnamigen Musical.

## Filmografie (Auswahl)

### Film und Serien
- 2008: Wenn Frauen Morden: Der Enzianmord (True Crime Doku, Rolle: Albert Blumoser)[22]
- 2008: Klinik am Alex (Fernsehserie, Rolle: Pfleger Luis)
- 2008: Polizeiruf 110: Verdammte Sehnsucht (Fernsehfilm)
- 2009: Frösche petzen nicht (Fernsehfilm)
- 2011: Ein starkes Team: Am Abgrund (Fernsehfilm)
- 2014: Berlin Models (Fernsehserie, Rolle: Frederik Meinl)

### Fernsehen
- 2011: Berlin – Tag & Nacht

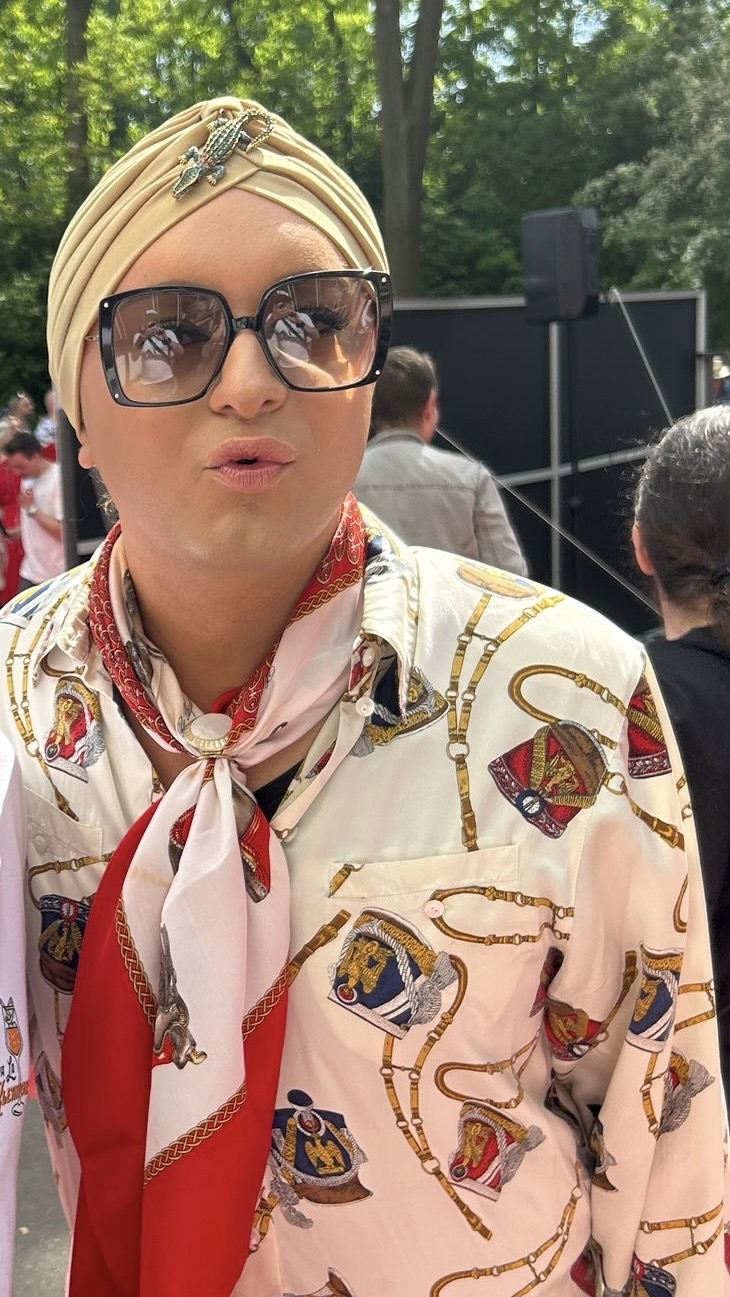
Julian F. M. Stoeckel (2024)

- 2014: Ich bin ein Star – Holt mich hier raus! (Staffel 8)
- 2014: Das perfekte Promi-Dinner
- 2014–2016, 2018–2023: Promi Big Brother – Die Late Night Show (elf Auftritte)
- 2015: Promi Shopping Queen
- 2016: Der Trödeltrupp
- 2017: Boomarama Late Night
- 2018: Die beste Show der Welt
- 2018: The Salzburg Story[23] (Cameo-Auftritt)
- 2018–2020: Ich bin ein Star – Die Stunde danach
- 2019: Late Night Berlin
- 2019: Die Superhändler – 4 Räume, 1 Deal
- 2019: So! Muncu!
- 2020: Die Festspiele der Reality Stars – Wer ist die hellste Kerze?
- 2020: Promiboxen
- 2021: Ich bin ein Star – Die große Dschungelshow
- 2021: Ich bin ein Star – Die große Dschungelshow – Dschungelquiz[24]
- 2021: Nachtcafe – Eigenartig? Einzigartig!
- 2021: 30 Berliner Plätze zum Entdecken[25]
- 2021: Luke! Die Umwelt und ich[26]
- 2021: Hot oder Schrott – Promi Spezial[27]
- 2021: The Wheel – Promis drehen am Rad[28]
- 2021: VIP Velo[29]
- 2021: Promi sucht Hundeglück[30]
- 2021: Buchstaben Battle[31]
- 2021: Abschied ist ein leises Wort
- 2021: Die 30 legendärsten Handwerke[32]
- 2022: Club der guten Laune[33]
- 2022: Das große Promi-Büßen – Stoeckel's Reactions[34]
- 2022: Alt & Abgefahren[35]
- 2022: Hot oder Schrott – Promi Spezial[36]
- 2022: Promi sucht Hundeglück (Staffel 2)[37]
- 2022: Sex Tape V.I.P.[38]
- 2022: Prominent und nützlich[39]
- 2022: Mario Barth rettet Deine Liebe
- 2022: Die Comedy Märchenstunde[40]
- 2022: Wer stiehlt mir die Show?, Walk of Shame: Dschungel mit den Sidekicks Prince Damien und Kader Loth[41]
- 2023: B:REAL (02. Staffel)[42]
- 2024: We Are Family! So lebt Deutschland[43]
- 2024: Das große Promibacken
- 2024: Stream D – die exklusive Streaming-Show bei Discovery+ zu den Olympischen Spielen in Paris (4 Folgen)[44]
- 2024: Ich bin ein Star – Die legendäre Stunde danach (3 Folgen)
- 2024: Grill den Henssler – Deutschland grillt den Henssler[45]
- 2025: CoupleChallenge – Das stärkste Team gewinnt
- 2025: Grill den Henssler[46]

### Moderation
- 2014: Pimp my Style
- 2014: Pimp my Parents
- 2018: Fashion-Duell – Jetzt fliegen die Fetzen[47]
- 2020: Bleiben Sie doch bitte auf dem roten Teppich[48]
- 2023: Ich bin ein Star – Holt mich hier raus! Der offizielle Podcast zum Dschungelcamp[49]
- 2023: Naked Attraction[50]